# 害鳥

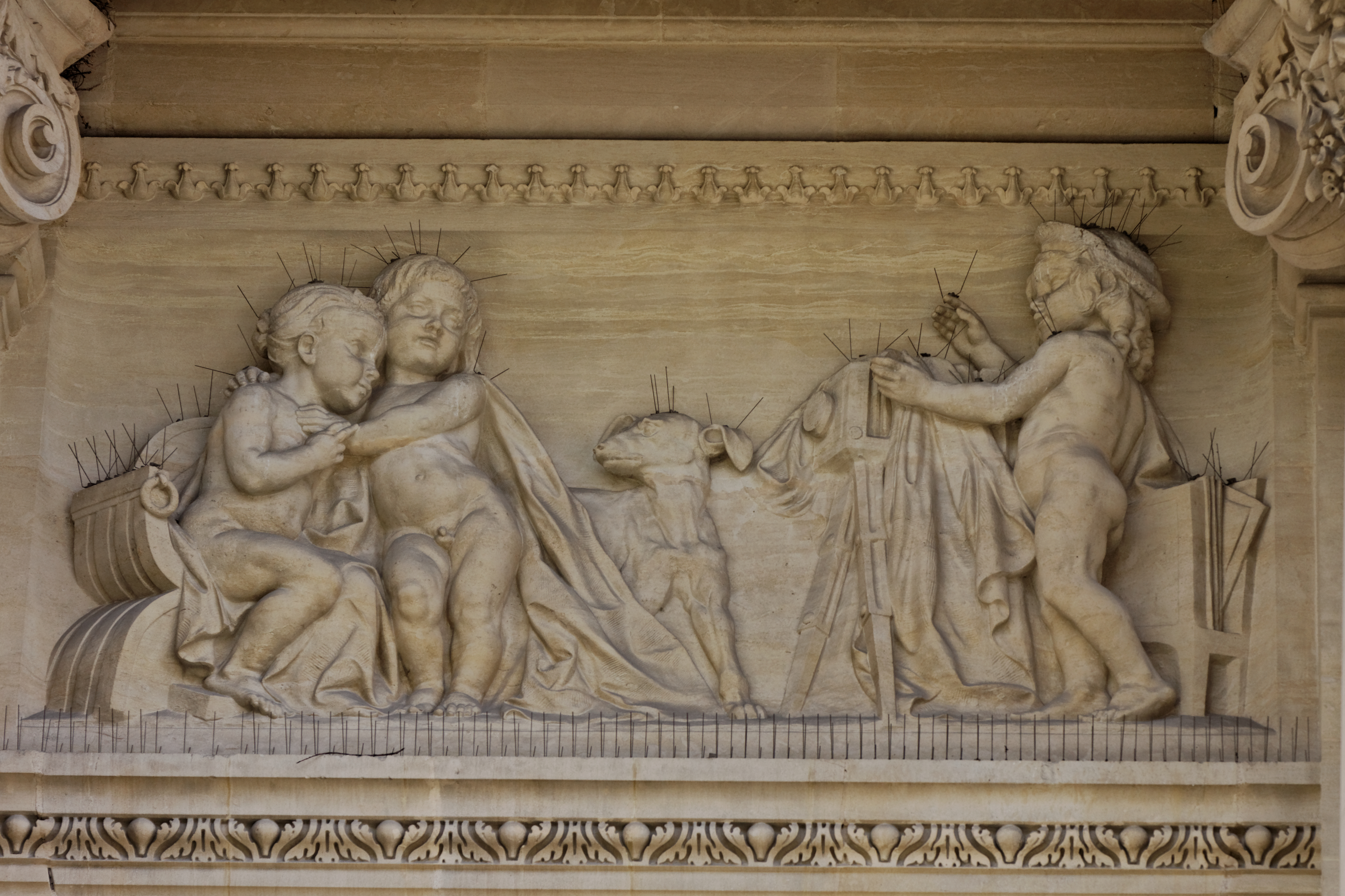
鳥除けスパイクが設置されたレリーフ

害鳥（がいちょう）とは、人間（ヒト）や、ペット、農産物などに悪影響を与える鳥類の事を言う。役に立つものは益鳥ということがある。
現在においては、環境破壊により生息可能な環境がなくなったことで上位種が激減して下位種が大繁殖したり、市街地や残された自然環境に多くの個体が集中する事に端を発する被害や生ゴミなどの廃棄物が餌になる事で個体数の増加を招くといった、人的要因による被害も多い。

## 害鳥による損害

### 農林水産業に対する害
田畑や果樹園において収穫前の穀物や野菜、果物を食い荒らすといった例がある。食い荒らされた農産物は当然売り物にはならない。ただし、多くの農業害鳥とされる鳥は、繁殖期にはヒナに与えるエサとして農業害虫を含む多くの昆虫を捕らえる、といった益鳥としての側面もある。
河川や湖沼などでは、カワウやサギなど魚食性の鳥類が養魚場に飼養、逐養されたり出荷を待つ魚介類を捕食するので問題になる。ただし、海上でもカモメやウミネコが漁師の漁獲した魚を狙って漁船につきまとうのだが、人為的に育てた養魚場と異なり、膨大な数を捕ったばかりであり、また商品価値がある魚ばかりが捕れる訳でなく、場合によっては海鳥の群れで魚群の位置を突き止めて捕る場合もあり、その状況が問題視される事は少ない（逆に魚網に海鳥が混獲される事態が問題視される事がある）。ただし、漁港や市場で捨てられた魚を海鳥や猛禽類が捕食した場合、鳥がその廃棄魚に依存してしまう事もある。

### 財産に対する害
鳥の糞により屋外を歩く人の衣服や干された洗濯物を汚損したり、金属（トタンなど）が腐食してしまったり、また、土壌が汚染されたりする。カラス（特にハシブトガラス）はゴミ捨て場の生ゴミを荒らすなどする。珍事例ではあるが、アメリカではスペースシャトルの断熱材をキツツキが穿孔したので、打ち上げができなくなった、といったことがあった。

### 家畜や人間に対する害
小動物が大型の鳥に襲われることもある。猛禽類は家畜や家禽を狙う場合があり、害鳥扱いされる場合がある。人馴れしたトビやウミネコが人の持つエサを狙ったり、育雛期のカラス（特にハシブトガラス）が巣の防衛のため人間を威嚇・攻撃する場合もある。
渡り鳥は遠方から病原体を運んでくることがあり、例として鳥インフルエンザなどがある。
ムクドリ科鳥類や、スズメの若年個体には集団就眠する性質があり、ねぐらとされた林が人家に近接していると、大量に落とすフンや、就眠時（特に午前3時～5時)の鳴き騒ぐ声が騒音として問題とされることがある。

### 環境全般に対する害
集団営巣する種では、糞がその環境全般に強い影響を与える例がある。アオサギやカワウは水辺の樹上に巣をかけるため、集団営巣地では樹木の上が真っ白になるほどに糞をかぶり、木々が荒廃する例が多々ある。
なお、鳥糞そのものは利用される例がある。過去にはカワウの糞が肥料として利用された事もあり、更に離島の珊瑚礁でこのような糞が数千年～数万年堆積して化石化すると、グアノと呼ばれるものになり、化学肥料の材料になる。

## 対策
駆除といっても、鳥獣保護法により鳥類は簡単には殺せないことになっている。日本では野生種においては自由に殺すことが認められている鳥類は存在しない。(正当防衛は除く。)特定の狩猟鳥が、それぞれ捕獲可能な一定の期間に特定の方法と数の範囲でとることを認められている。
これとは別に被害を受け駆除が必要な場合は、事前に鳥獣保護法に基づく捕獲許可を都道府県（もしくは市町村）から受けなければならない。許可を受けるには捕獲する目的、種類、羽数、方法、場所など審査基準に適合しなければならない。したがって、明確な被害が出た場合、申請手続きが事前に必要なため速やかに駆除することはできず、捕獲の許可が不要である防除や追い払いという対策をとる場合が多い。そのためにはかかし、防鳥網、磁石、反射材や爆音器、ロケット花火などが使われる。
他方、鳥類には特定あるいは不特定のファンが存在するため、駆除の要求が通ることも少ない。たとえば都会ではドバトによる糞害に困るところが多いが、その町の公園では子供や老人が件のハトに餌をやっている、というのはよく見かける光景である(ただし、これは鳥類が人間の居住地に定着し糞害を引き起こす原因ともなっているために自粛を呼び掛ける自治体も多い)。

## 給餌による過剰増加
白鳥や鶴などの渡りの中継地が観光地である場合は餌を与えている例も多く、それらの鳥が増加するにつれて周辺地域の農作物等を荒らすこともあり、また増加した個体が密集してしまい環境が悪化することもある。餌を与えられる鳥は大抵保護されており、駆除もままならないが、餌は保護鳥でもない鴨にも行き渡り、過剰増加の一因となり状況を悪化させる。

## 主な害鳥
- カラス　農作物、生活環境被害
- スズメ　農作物、生活環境被害
- ハト　農作物、生活環境被害、糞害
- ムクドリ　農作物、生活環境被害
- ヒヨドリ　農作物被害
- カワウ　漁業被害
- サギ　漁業、生活環境被害
- ガビチョウ　騒音、生態系被害
- ソウシチョウ　騒音、生態系被害
- コジュケイ　騒音